# Liste d'élections en 1780
Chronologie des élections
- 1776
- 1777
- 1778
- 1779
- 1780
- 1781
- 1782
- 1783
- 1784

Cet article recense les élections organisées durant l'année 1780.

Au XVIIIe siècle, seuls trois pays organisent des élections nationales, au sens de consultations populaires : le royaume de Grande-Bretagne, à partir de sa formation en 1707 ; les États-Unis d'Amérique, qui proclame son indépendance en 1776 durant la révolution américaine ; et la France à la suite de la Révolution française de 1789. À ceux-ci, il faut ajouter le royaume d'Irlande, État officiellement distinct du royaume de Grande-Bretagne et doté de son propre parlement. Seule la France (à partir de 1792) applique le suffrage universel masculin ; en Grande-Bretagne, aux États-Unis et en Irlande, le suffrage censitaire s'applique. En Irlande, par ailleurs, le droit de vote est réservé aux protestants, excluant la majorité catholique.

## Élections nationales en 1780
| Date                               | État            | Élection ou référendum | Contexte | Résultat |
| ---------------------------------- | --------------- | ---------------------- | --- | --- |
| 6 septembre 1780 - 18 octobre 1780 | Grande-Bretagne | Législatives           | Élections des membres de la Chambre des communes du 15e Parlement de Grande-Bretagne convoqué depuis la fusion du Parlement d'Angleterre et du Parlement d'Écosse en 1707. Elles ont lieu pendant la guerre d'indépendance américaine. | Les conservateurs conservent de peu une majorité absolue des sièges à la Chambre des communes. Ils ne sont pas encore constitués en un parti politique, bien que leurs adversaires, du Parti whig, les qualifient de Tories. Lord North demeure premier ministre. |